# ویکتوریا پولووا
ویکتوریا پولووا (اوکراینی: Вікторія Польова؛ زادهٔ ۱۱ سپتامبر ۱۹۶۲) آهنگساز اهل اوکراین است.
وی همچنین برندهٔ جوایزی همچون جایزه ملی شوچنکو شده‌است.